# Мурашова, Галина Леоновна
Гали́на Лео́новна Мурашо́ва (род. 22 декабря 1955, Вильнюс) — советская литовская легкоатлетка, специалистка по метанию диска. Выступала за сборную СССР по лёгкой атлетике в 1978—1988 годах, обладательница серебряной медали чемпионата мира, призёрка Кубка Европы, многократная победительница первенств всесоюзного и республиканского значения, участница двух летних Олимпийских игр. Представляла Вильнюс и физкультурно-спортивное общество «Динамо». Мастер спорта СССР международного класса. Тренер по лёгкой атлетике.

## Биография
Галина Мурашова родилась 22 декабря 1955 года в Вильнюсе, Литовская ССР.
Начала заниматься лёгкой атлетикой в 1971 году, проходила подготовку под руководством тренера В. Буракаускаса. Выступала за всесоюзное физкультурно-спортивное общество «Динамо» (Вильнюс). Начиная с 1978 года регулярно привлекалась в состав советской сборной.
В 1980 году благодаря череде удачных выступлений удостоилась права защищать честь страны на летних Олимпийских играх в Москве — в финале метания диска показала результат 63,84 метра, расположившись в итоговом протоколе соревнований на седьмой строке. На последовавшем чемпионате СССР в Донецке получила в той же дисциплине серебро.
Будучи студенткой, в 1981 году представляла Советский Союз на Универсиаде в Бухаресте — с результатом 58,18 стала здесь седьмой.
В 1982 году выиграла бронзовую медаль на зимнем чемпионате СССР по метаниям и серебряную медаль на летнем чемпионате СССР в Киеве, была шестой на чемпионате Европы в Афинах.
В 1983 году одержала победу на чемпионате страны в рамках VIII летней Спартакиады народов СССР в Москве, завоевала серебряную награду на впервые проводившемся чемпионате мира по лёгкой атлетике в Хельсинки, показала второй результат на Кубке Европы в Лондоне.
Рассматривалась в качестве кандидатки на участие в Олимпийских играх 1984 года в Лос-Анджелесе, однако СССР вместе с несколькими другими странами восточного блока бойкотировал эти соревнования по политическим причинам. Вместо этого Мурашова выступила на альтернативном турнире «Дружба-84» в Праге, где стала в своей дисциплине серебряной призёркой, установив ныне действующий национальный рекорд Литвы — 72,14 метра. Также в этом сезоне получила золото на зимнем чемпионате СССР по метаниям в Адлере и серебро на летнем чемпионате СССР в Донецке.
В 1985 году отметилась выступлением в матчевой встрече со сборной США в Токио.
В 1988 году стала серебряной призёркой на зимнем чемпионате СССР по длинным метаниям в Адлере и победила на летнем чемпионате СССР в Таллине. Принимала участие в Олимпийских играх в Сеуле — с результатом 62,54 метра благополучно преодолела предварительный квалификационный этап, но в финале провалила все три свои попытки.
За выдающиеся спортивные достижения удостоена почётного звания «Мастер спорта СССР международного класса».
Впоследствии проявила себя на тренерском поприще, подготовила ряд титулованных литовских метательниц. В 2015 году Олимпийским комитетом Литвы награждена медалью «За заслуги».